# Ла-Селба-дал-Камп
Ла-Се́лба-дал-Камп (кат. La Selva del Camp, вимова літературною каталанською [łə'sɛłβə dəł'kam(p)]) — муніципалітет, розташований в Автономній області Каталонія, в Іспанії. Код муніципалітету за номенклатурою Інституту статистики Каталонії — 431457. Знаходиться у районі (кумарці) Баш-Камп (коди району — 08 та BC) провінції Таррагона, згідно з новою адміністративною реформою перебуватиме у складі баґарії (округи) Камп-да-Таррагона.

## Назва муніципалітету
Назва муніципалітету походить від лат. sĭlva — «ліс» та лат. campu.

## Населення
Населення міста (у 2007 р.) становить 5.097 осіб (з них менше 14 років — 19,2 %, від 15 до 64 — 65,6 %, понад 65 років — 15,3 %). У 2006 р. народжуваність склала 64 особи, смертність — 40 осіб, зареєстровано 14 шлюбів. У 2001 р. активне населення становило 1.965 осіб, з них безробітних — 111 осіб.
Серед осіб, які проживали на території міста у 2001 р., 3.506 народилися в Каталонії (з них 2.740 осіб у тому самому районі, або кумарці), 653 особи приїхали з інших областей Іспанії, а 131 особа приїхала з-за кордону. 
Вищу освіту має 9,4 % усього населення. 
У 2001 р. нараховувалося 1.443 домогосподарства (з них 15,9 % складалися з однієї особи, 25,4 % з двох осіб,21,5 % з 3 осіб, 26,3 % з 4 осіб, 7 % з 5 осіб, 2,6 % з 6 осіб, 0,8 % з 7 осіб, 0,3 % з 8 осіб і 0,1 % з 9 і більше осіб).
Активне населення міста у 2001 р. працювало у таких сферах діяльності: у сільському господарстві — 10,1 %, у промисловості — 25,8 %, на будівництві — 14,2 % і у сфері обслуговування — 49,8 %. 
У муніципалітеті або у власному районі (кумарці) працює 1.649 осіб, поза районом — 871 особа.

### Безробіття
У 2007 р. нараховувалося 129 безробітних (у 2006 р. — 147 безробітних), з них чоловіки становили 45 %, а жінки — 55 %.

## Економіка

### Підприємства міста

#### Промислові підприємства
| \| Промислові підприємства міста, за сферою діяльності \| Промислові підприємства міста, за сферою діяльності \| Промислові підприємства міста, за сферою діяльності \| \| Рік \| 2002 р. \| 2001 р. \| \| --------------------------------------------------- \| --------------------------------------------------- \| --------------------------------------------------- \| \| Енергетичні та водні ресурси \| 0 % \| 0 % \| \| Хімія та метали \| 17,6 % \| 14,6 % \| \| Переробка металів \| 31,4 % \| 31,2 % \| \| Продукти харчування \| 11,8 % \| 10,4 % \| \| Текстиль \| 19,6 % \| 14,6 % \| \| Виробництво меблів, видання \| 17,6 % \| 22,9 % \| \| Інше \| 2 % \| 6,2 % \| \| Усього підприємств \| 51 \| 48 \| |         |         |
| Промислові підприємства міста, за сферою діяльності |         |         |
| Рік | 2002 р. | 2001 р. |
| Енергетичні та водні ресурси | 0 %     | 0 %     |
| Хімія та метали | 17,6 %  | 14,6 %  |
| Переробка металів | 31,4 %  | 31,2 %  |
| Продукти харчування | 11,8 %  | 10,4 %  |
| Текстиль | 19,6 %  | 14,6 %  |
| Виробництво меблів, видання | 17,6 %  | 22,9 %  |
| Інше | 2 %     | 6,2 %   |
| Усього підприємств | 51      | 48      |

#### Роздрібна торгівля
| \| Підприємства роздрібної торгівлі міста, за сферою діяльності \| Підприємства роздрібної торгівлі міста, за сферою діяльності \| Підприємства роздрібної торгівлі міста, за сферою діяльності \| \| Рік \| 2002 р. \| 2001 р. \| \| ------------------------------------------------------------ \| ------------------------------------------------------------ \| ------------------------------------------------------------ \| \| Продукти харчування \| 52,7 % \| 48,1 % \| \| Одяг та взуття \| 9,1 % \| 9,3 % \| \| Товари для дому \| 12,7 % \| 14,8 % \| \| Книги та періодичні видання \| 1,8 % \| 1,9 % \| \| Промислова хімічна продукція \| 3,6 % \| 5,6 % \| \| Продукція, пов'язана з транспортними засобами \| 1,8 % \| 3,7 % \| \| Інше \| 18,2 % \| 16,7 % \| \| Усього підприємств \| 55 \| 54 \| |         |         |
| Підприємства роздрібної торгівлі міста, за сферою діяльності |         |         |
| Рік | 2002 р. | 2001 р. |
| Продукти харчування | 52,7 %  | 48,1 %  |
| Одяг та взуття | 9,1 %   | 9,3 %   |
| Товари для дому | 12,7 %  | 14,8 %  |
| Книги та періодичні видання | 1,8 %   | 1,9 %   |
| Промислова хімічна продукція | 3,6 %   | 5,6 %   |
| Продукція, пов'язана з транспортними засобами | 1,8 %   | 3,7 %   |
| Інше | 18,2 %  | 16,7 %  |
| Усього підприємств | 55      | 54      |

#### Сфера послуг
| \| Підприємства міста, що працюють у сфері послуг, за діяльністю \| Підприємства міста, що працюють у сфері послуг, за діяльністю \| Підприємства міста, що працюють у сфері послуг, за діяльністю \| \| Рік \| 2002 р. \| 2001 р. \| \| ------------------------------------------------------------- \| ------------------------------------------------------------- \| ------------------------------------------------------------- \| \| Гуртова торгівля \| 13,8 % \| 14,2 % \| \| Готелі та готельний бізнес \| 12,3 % \| 10,8 % \| \| Транспорт та зв'язок \| 19,2 % \| 20 % \| \| Посередницькі фінансові послуги \| 4,6 % \| 5 % \| \| Послуги підприємствам \| 6,2 % \| 5 % \| \| Послуги фізичним особам \| 29,2 % \| 31,7 % \| \| Нерухомість та ін. \| 14,6 % \| 13,3 % \| \| Усього підприємств \| 130 \| 120 \| |         |         |
| Підприємства міста, що працюють у сфері послуг, за діяльністю |         |         |
| Рік | 2002 р. | 2001 р. |
| Гуртова торгівля | 13,8 %  | 14,2 %  |
| Готелі та готельний бізнес | 12,3 %  | 10,8 %  |
| Транспорт та зв'язок | 19,2 %  | 20 %    |
| Посередницькі фінансові послуги | 4,6 %   | 5 %     |
| Послуги підприємствам | 6,2 %   | 5 %     |
| Послуги фізичним особам | 29,2 %  | 31,7 %  |
| Нерухомість та ін. | 14,6 %  | 13,3 %  |
| Усього підприємств | 130     | 120     |

## Житловий фонд
У 2001 р. 1,1 % усіх родин (домогосподарств) мали житло метражем до 59 м2, 17,7 % — від 60 до 89 м2, 41,9 % — від 90 до 119 м2 і 39,4 % — понад 120 м2.
З усіх будівель у 2001 р. 17,6 % було одноповерховими, 59,1 % — двоповерховими, 20,9 % — триповерховими, 1,5 % — чотириповерховими, 0,7 % — п'ятиповерховими, 0,1 % — шестиповерховими,
0,1 % — семиповерховими, 0 % — з вісьмома та більше поверхами.

## Автопарк
| \| Автомобілі, зареєстровані у місті, за призначенням \| Автомобілі, зареєстровані у місті, за призначенням \| Автомобілі, зареєстровані у місті, за призначенням \| \| Рік \| 2006 р. \| 2005 р. \| \| -------------------------------------------------- \| -------------------------------------------------- \| -------------------------------------------------- \| \| Приватні автомобілі \| 55,8 % \| 56,2 % \| \| Мотоцикли \| 12,4 % \| 12,3 % \| \| Вантажівки \| 23,7 % \| 23,6 % \| \| Трактори \| 1,4 % \| 1,2 % \| \| Автобуси та ін. \| 6,8 % \| 6,7 % \| \| Усього автомобілів \| 4.351 шт. \| 4.089 шт. \| |           |           |
| Автомобілі, зареєстровані у місті, за призначенням |           |           |
| Рік | 2006 р.   | 2005 р.   |
| Приватні автомобілі | 55,8 %    | 56,2 %    |
| Мотоцикли | 12,4 %    | 12,3 %    |
| Вантажівки | 23,7 %    | 23,6 %    |
| Трактори | 1,4 %     | 1,2 %     |
| Автобуси та ін. | 6,8 %     | 6,7 %     |
| Усього автомобілів | 4.351 шт. | 4.089 шт. |

## Вживання каталанської мови
У 2001 р. каталанську мову у місті розуміли 98,4 % усього населення (у 1996 р. — 98,4 %), вміли говорити нею 89,2 % (у 1996 р. — 92 %), вміли читати 86,6 % (у 1996 р. — 87 %), вміли писати 71,9 % (у 1996 р. — 39,6 %). Не розуміли каталанської мови 1,6 %.

## Політичні уподобання
У виборах до Парламенту Каталонії у 2006 р. взяло участь 2.210 осіб (у 2003 р. — 2.377 осіб). Голоси за політичні сили розподілилися таким чином:
| \| Вибори до Парламенту Каталонії \| Вибори до Парламенту Каталонії \| Вибори до Парламенту Каталонії \| \| Рік \| 2006 р. \| 2003 р. \| \| -------------------------------------- \| ------------------------------ \| ------------------------------ \| \| Конвергенція та Єднання (CiU) \| 35 % \| 33,7 % \| \| Соціалістична партія Каталонії (PSC) \| 27,2 % \| 32,2 % \| \| Народна партія (PP) \| 6,1 % \| 7,3 % \| \| Ініціатива за Каталонію — Зелені (ICV) \| 7,3 % \| 4,9 % \| \| Республіканська лівиця Каталонії (ERC) \| 20,1 % \| 21,3 % \| \| Громадяни — Громадянська партія (C's) \| 1,3 % \| 0 % \| \| Інші \| 3 % \| 0,5 % \| |         |         |
| Вибори до Парламенту Каталонії |         |         |
| Рік | 2006 р. | 2003 р. |
| Конвергенція та Єднання (CiU) | 35 %    | 33,7 %  |
| Соціалістична партія Каталонії (PSC) | 27,2 %  | 32,2 %  |
| Народна партія (PP) | 6,1 %   | 7,3 %   |
| Ініціатива за Каталонію — Зелені (ICV) | 7,3 %   | 4,9 %   |
| Республіканська лівиця Каталонії (ERC) | 20,1 %  | 21,3 %  |
| Громадяни — Громадянська партія (C's) | 1,3 %   | 0 %     |
| Інші | 3 %     | 0,5 %   |

У муніципальних виборах у 2007 р. взяло участь 2.479 осіб (у 2003 р. — 2.482 особи). Голоси за політичні сили розподілилися таким чином:
| \| Муніципальні вибори \| Муніципальні вибори \| Муніципальні вибори \| \| Рік \| 2007 р. \| 2003 р. \| \| -------------------------------------- \| ------------------- \| ------------------- \| \| Конвергенція та Єднання (CiU) \| 31,9 % \| 20,1 % \| \| Соціалістична партія Каталонії (PSC) \| 50,5 % \| 62,4 % \| \| Народна партія (PP) \| 5,1 % \| 2,8 % \| \| Ініціатива за Каталонію — Зелені (ICV) \| 0 % \| 0 % \| \| Республіканська лівиця Каталонії (ERC) \| 12,4 % \| 14,6 % \| \| Громадяни — Громадянська партія (C's) \| 0 % \| 0 % \| \| Інші \| 0 % \| 0 % \| |         |         |
| Муніципальні вибори |         |         |
| Рік | 2007 р. | 2003 р. |
| Конвергенція та Єднання (CiU) | 31,9 %  | 20,1 %  |
| Соціалістична партія Каталонії (PSC) | 50,5 %  | 62,4 %  |
| Народна партія (PP) | 5,1 %   | 2,8 %   |
| Ініціатива за Каталонію — Зелені (ICV) | 0 %     | 0 %     |
| Республіканська лівиця Каталонії (ERC) | 12,4 %  | 14,6 %  |
| Громадяни — Громадянська партія (C's) | 0 %     | 0 %     |
| Інші | 0 %     | 0 %     |